# Nazionale maschile di rugby a 7 della Papua Nuova Guinea
La nazionale di rugby a 7 della Papua Nuova Guinea è la selezione che rappresenta la Papua Nuova Guinea a livello internazionale nel rugby a 7.
La Papua Nuova Guinea è una delle core teams delle World Rugby Sevens Challenger Series. Vanta quattro presenze ai Giochi del Commonwealth, la cui prima risale all'evento inaugurale del 1998, e ha fatto il suo debutto in Coppa del Mondo a San Francisco 2018. È pure una della nazionali che partecipa ai Giochi del Pacifico.

## Palmarès
- Giochi del Pacifico

Santa Rita 1999: medaglia d'argento
Apia 2007: medaglia di bronzo
Nouméa 2011: medaglia di bronzo

## Partecipazioni ai principali tornei internazionali
- 1993: n.p.
- 1997: n.p.
- 2001: n.p.
- 2005: n.p.
- 2009: n.p.
- 2013: n.p.
- 2018: 21º posto

- 1998: finalista Plate
- 2002: n.p.
- 2006: n.p.
- 2010: vincitrice Bowl
- 2014: semifinale Bowl
- 2018: fase a gironi

1999:  2º posto
2003: 5º posto
2007:  3º posto
2011:  3º posto
2015: 4º posto
2019: n.p.